# Магопак (Нью-Йорк)
Магопак (англ. Mahopac) — переписна місцевість (CDP) в США, в окрузі Патнем штату Нью-Йорк. Населення — 8932 особи (2020).

## Географія
Магопак розташований за координатами 41°22′2″ пн. ш. 73°44′30″ зх. д. / 41.36722° пн. ш. 73.74167° зх. д. (41.367091, -73.741535).  За даними Бюро перепису населення США в 2010 році переписна місцевість мала площу 16,71 км², з яких 13,67 км² — суходіл та 3,03 км² — водойми.

## Демографія
Згідно з переписом 2010 року, у переписній місцевості мешкало 8369 осіб у 3036 домогосподарствах у складі 2225 родин. Густота населення становила 501 особа/км².  Було 3260 помешкань (195/км²).
Расовий склад населення:
| - 91,1 % — білих - 2,1 % — чорних або афроамериканців - 2,0 % — азіатів - 0,1 % — корінних американців - 3,1 % — осіб інших рас |

До двох чи більше рас належало 1,5 %. Частка іспаномовних становила 10,9 % від усіх жителів.
За віковим діапазоном населення розподілялося таким чином: 23,0 % — особи молодші 18 років, 64,4 % — особи у віці 18—64 років, 12,6 % — особи у віці 65 років та старші. Медіана віку мешканця становила 41,4 року. На 100 осіб жіночої статі у переписній місцевості припадало 101,2 чоловіків;  на 100 жінок у віці від 18 років та старших — 100,2 чоловіків також старших 18 років.
Середній дохід на одне домашнє господарство  становив 117 406 доларів США (медіана — 95 619), а середній дохід на одну сім'ю — 129 987 доларів (медіана — 108 823). Медіана доходів становила 72 455 доларів для чоловіків та 70 069 доларів для жінок. За межею бідності перебувало 6,2 % осіб, у тому числі 8,2 % дітей у віці до 18 років та 0,7 % осіб у віці 65 років та старших.
Цивільне працевлаштоване населення становило 4448 осіб. Основні галузі зайнятості: освіта, охорона здоров'я та соціальна допомога — 23,8 %, роздрібна торгівля — 13,8 %, науковці, спеціалісти, менеджери — 13,2 %.